# Underworld (Star Wars)
Undeworld es la tercera novela de la serie The Last of the Jedi, basada en el universo de Star Wars, escrita por Jude Watson. Fue publicada por Scholastic Press en inglés en diciembre de 2005. En español su publicación no está prevista y el título se traduciría como "Inframundo", refiriéndose a las profundidades de Coruscant.

## Argumento
Ferus Olin y su compañero, el chico llamado Trever, llegan a Coruscant buscando a una Jedi que supuestamente está atrapada en el templo Jedi, Fy-Tor-Ana. Tras infiltrarse en el destruido templo, Ferus descubre que el inquisidor imperial Malorum se ha instalado en los aposentos de Yoda y escucha una conversación en la que Malorum asegura que van a destruir el inframundo de Couscant ya que está lleno de rebeldes. Ferus descubre también que el Imperio se ha llevado todos los sables de luz, es descubierto por Darth Vader pero este, viéndolo inofensivo le deja huir.
Tras asegurarse de que Fy-Tor-Ana no estaba en el templo, Ferus se dirige a pedir ayuda a un viejo amigo de Obi-Wan Kenobi, Dexter Jettster. El ex-camarero vive ahora con varios que se llaman a sí mismos "Erased" (Borrados en español). Dex le dice que estuvo con Fy-Tor-Ana y le dijo que si necesitaba ayuda que contactara con Solace. Sin saber muy bien qué o quién es Solace, Ferus, Dex y Trever acompañan a los "Erased" al nivel más bajo de Coruscant y encuentran una ciudad-refugio en una caverna que contiene lo que queda del océano de Coruscant, allí descubren que Solace es Fy-Tor-Ana.
Fy-Tor-Ana ha abandonado el nombre Jedi y solo responde ahora al de Solace. Ferus le cuenta a Solace que tiene una base en un asteroide y que está tratando de encontrar a todos los Jedi que puede y reunirlos allí. Solace se niega a ir con él para sorpresa de Ferus. Ferus le dice que Darth Vader va a eliminar el inframundo de Coruscant, y como esto no parece convencerla le dice que han robado todos los sables de luz del templo, cosa que parece convencer más a Solace y se ofrece a ir con Ferus al templo para ver qué planes tiene el Imperio para los “Erased” y el resto de habitantes del inframundo, además de recuperar los sables de luz.
De vuelta en el templo, deciden ir a la oficina de Malorum para descubrir que ya no está. Entonces Trever les dice que seguramente vayan a volar el templo con explosivos, para evitarlo intentan llegar lo antes posible al núcleo central para desactivar la bomba. Allí entre Trever y Ferus la desactivan, mientras un grupo de stormtroopers con Malorum a la cabeza, se acercan. Los tres vuelven hacia la nave de Solace pero Ferus no llega a tiempo y es capturado. Solace huye para poner a salvo a Trever.
Al llegar a la base de Solace, Trever está furioso porque piensa que han dejado en la estacada a Ferus, pero Solace le asegura que lo rescatarán. Entonces se escuchan gritos y disparos, aparece, Keets Freely, un miembro de Erased, herido, mientras se oyen pisadas de stormtroopers…